# Daniel-Joseph Bacqué

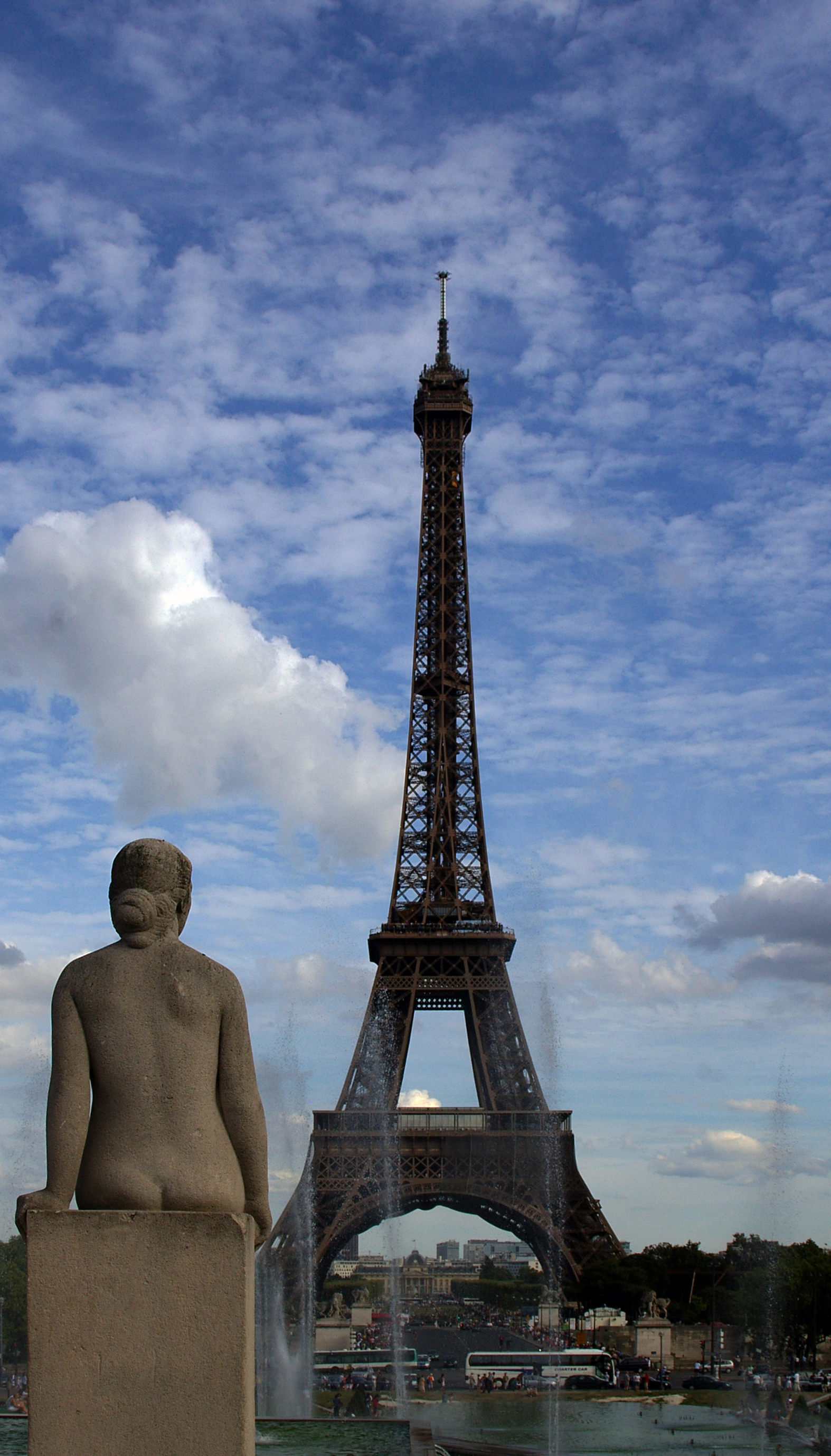
Fotografía de "La Femme", escultura de Daniel Bacqué cerca de la Torre Eiffel

Daniel-Joseph Bacqué fue un escultor francés, nacido el 20 de septiembre de 1874 en Vianne y fallecido en diciembre de 1947 en París.

## Datos biográficos
Su padre era ebanista del Estado francés siendo el responsable de la restauración de los muebles nacionales. Daniel se trasladó a París y entró en el estudio de Bourdelle y expuso en el Salón de los Artistas Franceses de 1900. Ganó numerosos premios, como la Medalla de Oro en 1922. Entabló amistad con el pintor Raoul Dastrac , gascón como él. Sus talleres eran vecinos en la calle del Pot de Fer, detrás del Panteón de París. Murió como consecuencia de un cáncer después de destruir todas las obras que le quedaban.

## Obras
250px|thumb|right|Fachada del teatro muinicipal de Agen
Entre las obras de Daniel-Joseph Bacqué se incluyen las siguientes:
- Es el autor de los monumentos a los muertos de la Primera Guerra Mundial en:

- su ciudad natal Vianne, de 1922. Retrata a un granadero
- Lavardac, retrata a una mujer con túnica, casco lanza y escudo. Está tallado en mármol y tiene complementos en bronce. Fue inaugurado el año 1922.
- Feugarolles. se trata de la misma figura en bronce del granadero.
- Aiguillon
- Agen .
- Mézin

- Esculpió las estatuas de Jacques de Romas en Nérac y de Armand Fallières en Mézin.[7] Estas obras fueron destruidas durante la ocupación alemana.
- Participó en la decoración escultórica del teatro Ducourneau de Agen . Obra del arquitecto Guillaume Tronchet, fue decorado con pinturas y esculturas de Antoine Calbet (1860-1942), de Abel Boyé (1864-1934), de Étienne Mondineu, de Émile Tourné y de Joseph-Daniel Bacqué.[8]
- Es conocido por la estatua de los Jardines del Trocadero:la Femme - la mujer, realizada para la Exposición Internacional de París de 1937